# Cölbe
Cölbe est une municipalité allemande située dans l'arrondissement de Marbourg-Biedenkopf et dans le land de la Hesse. Elle se trouve au nord de la ville de Marbourg.

## Jumelages
La commune de Cölbe est jumelée avec la commune urbaine et la commune rurale de Kościerzyna :
- Kościerzyna (Pologne)
- Kościerzyna (Pologne)